# Вчинок
Вчи́нок — окрема дія особи, людини; те, що здійснене, учинене кимось. Визначається такими структурними елементами: (1) конкретною ситуацією здійснення вчинку; (2) спрямованістю вчинку на соціально значущу чи асоціальну мету; (3) характером дії особи і мірою її відповідальності за цю дію.

## Види вчинків
Виділяють вчинки патріотичні та героїчні, мотивовані й немотивовані, ситуативні та імпульсивні, безвідповідальні й протиправні тощо.

## Характер вчинків та їх соціальне регулювання
Характер вчинків зумовлений як особистим імперативом, так і морально-правовим середовищем, у якому здійснюються ті або інші вчинки.

## Винагорода
За патріотичні і героїчні вчинки особи нагороджуються у встановленому порядку.

## Вчинки з погляду християнства
З точки зору християнства, вчинок — реалізація внутрішнього вибору душі, що свідчить про нахил поведінки особистості. "Не може родить добре дерево плоду лихого, ані дерево зле плодів добрих родити. Усяке ж дерево, що доброго плоду не родить, зрубується та в огонь укидається. Ото ж бо, по їхніх плодах ви пізнаєте їх! " Матв 7:18-20).